# Gambarsari (Kemangkon)
Gambarsari is een bestuurslaag in het regentschap Purbalingga van de provincie Midden-Java, Indonesië. Gambarsari telt 1426 inwoners (volkstelling 2010).